# Sala kallbadhus

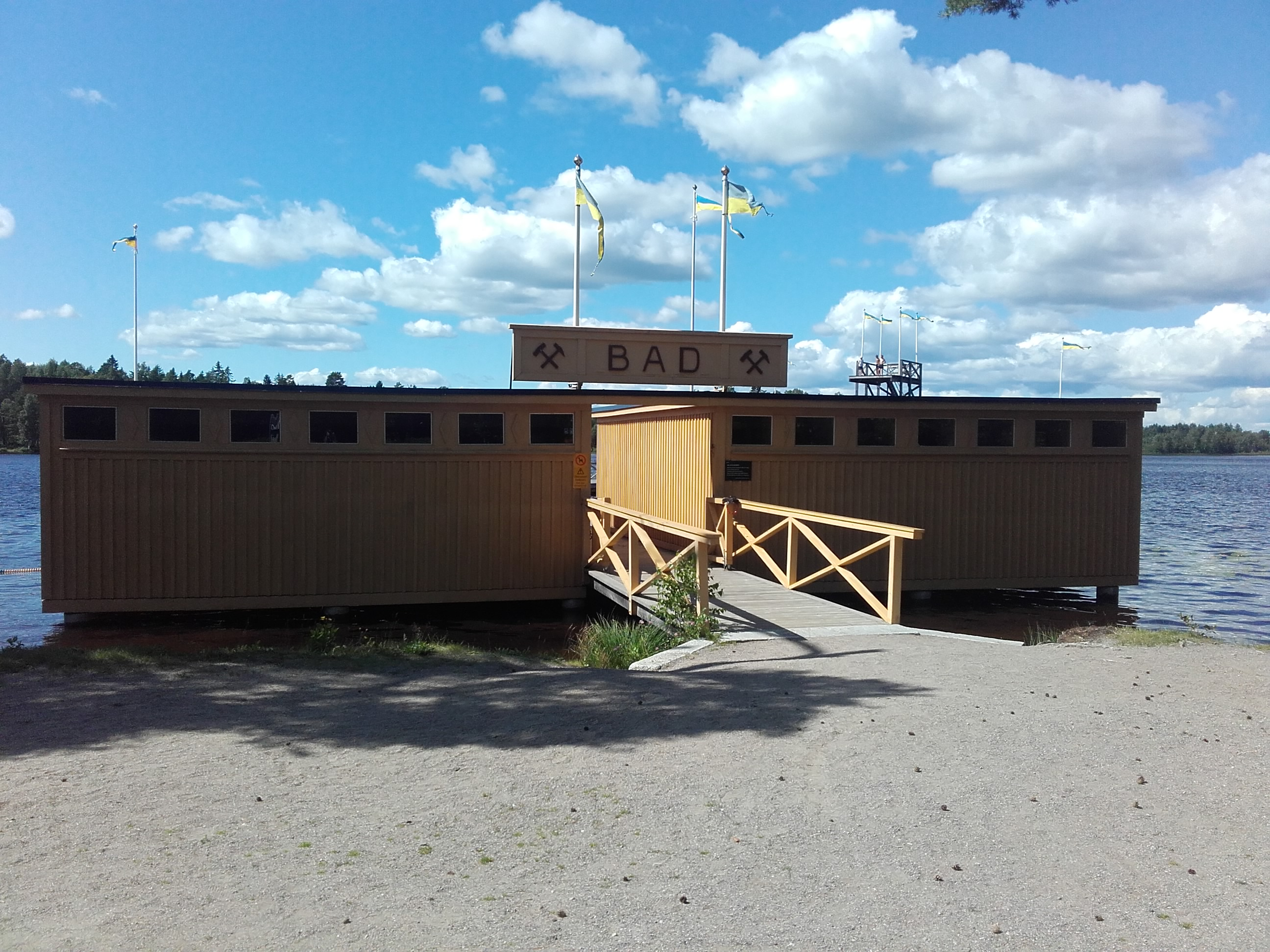
Kallbadhuset i Sala

Sala kallbadhus är ett kallbadhus i Sala i Västmanland. Badet ligger vid badplatsen Måns-Ols. Det första kallbadhuset vid Måns-Ols återfinns på en karta från 1855. Detta hus ersattes av ett nytt badhus på samma plats år 1918. Badet började användas av Sala Simsällskap i mitten av 1920-talet, och simsällskapet har sedan dess även drivit verksamheten vid badet.
1938 byggdes ytterligare ett nytt badhus på samma plats i funktionalistisk klassiserande stil, och det gamla från 1918 revs. I anslutning till badet anlades även en simstadion med tillhörande hopptorn.
Denna anläggning revs 1985, och ersattes av byggnader på land, (till skillnad från föregångarna som alla anlagts på pålar ute i vattnet) samt en ny simstadion. 

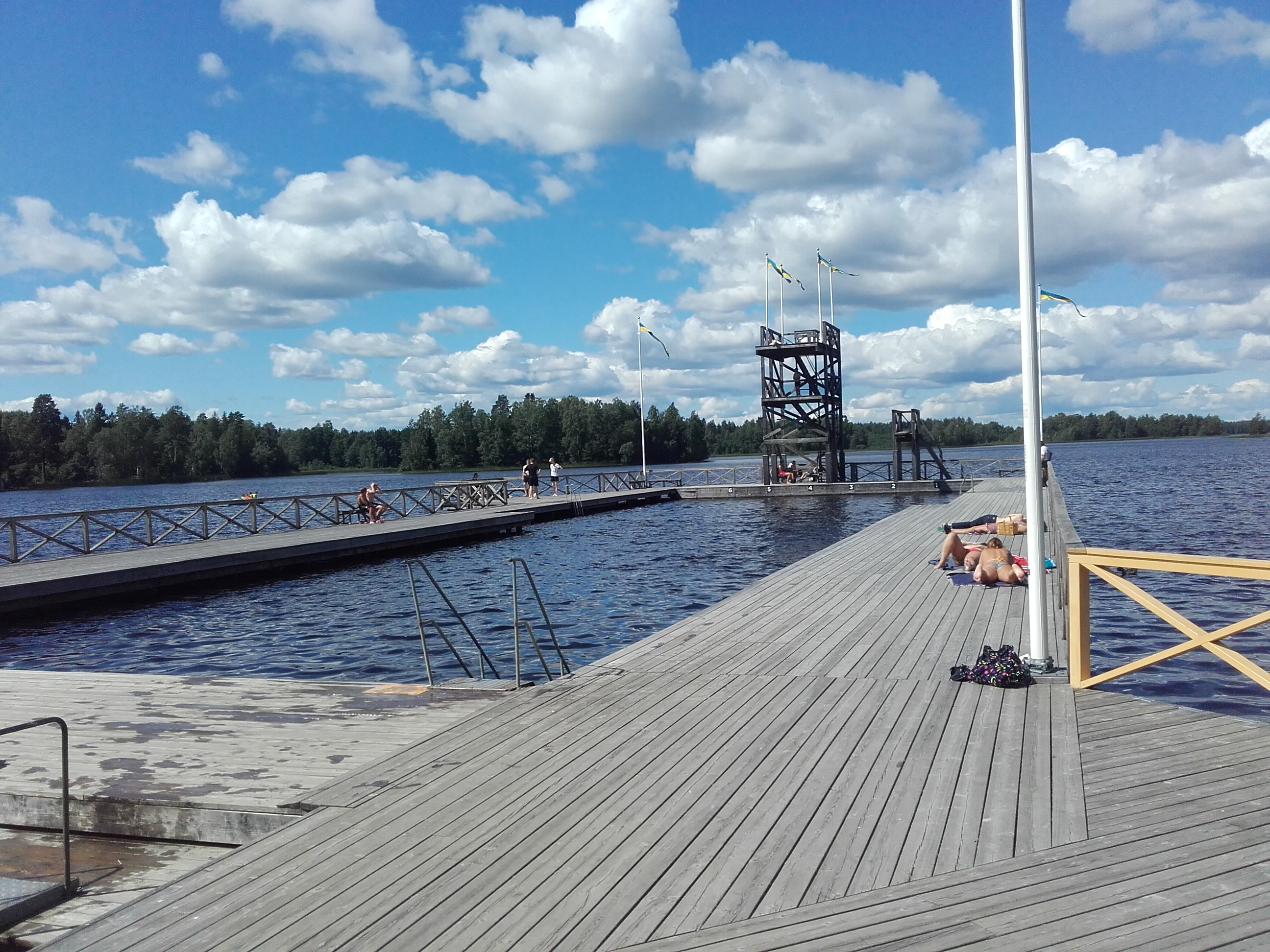
Kallbadbassängen med hopptorn

Under 00-talet påbörjades diskussionen om att återuppbygga 1938 års badhus, och med hjälp av ideella krafter och ekonomiska medel från kommun och insamlingar, kunde ett återuppbyggt kallbadhus invigas den 13 augusti 2011 av Västmanlands landshövding Ingemar Skogö.